# Кривата на щастието
„Кривата на щастието“ е книга на журналиста и писател Иво Иванов, издадена за пръв път през 2015 г. от издателство „Вакон“.
Книгата е в художествено-енциклопедичен стил и включва около 80 репортажни и поучителни текстове и разкази вдъхновени от действителни случаи и личности (предимно спортни, като например „Да откриеш Метосела"), публикувани в множество медии. Повечето от действията се развиват по целия свят, но много от тях са по един или друг начин свързани с България. 

## Текстове включени в сборника
- „Да откриеш Метосела“